# Le Monde de Murphy
Le Monde de Murphy est  un jeu de rôle humoristique créé par Kevin Davies et David Brown, publié en 1992 dans sa version originale en anglais par la maison d'édition canadienne Peregrine, et édité en France en 1996 par Jeux Descartes dans une traduction due à Luc Shankland. Un supplément intitulé Bob, Lord of Evil, utilisable de manière autonome et jamais traduit, paraît en 1997.

## La loi de Murphy comme principe de jeu
Le principe de base dans cet univers est que la seule loi en vigueur est la loi de Murphy : tout ce qui peut aller mal ira mal, sauf si on a prévu que ça ira mal. Officiellement, les phénomènes étranges qui ont lieu sur la planète sont dus à l'influence du soleil : Ludo.

## Un monde spécifique
Le monde de Murphy est peuplé de races fréquemment trouvées dans les jeux de rôle (elfes, nains, trolls, ...), plus quelques nouveautés telles que les Reagombies (des zombies ayant comme mode de vie celui des classes aisées sous Ronald Reagan) ou les Pougvidds (créatures à pattes et à roues qui risquent de mourir à chaque fois qu'ils rient). 
Géographiquement, le monde est plus classique, composé de plusieurs continents et îles, avec de nombreuses références à la mythologie ou aux légendes (Asgard, île d'Avalon, ...). 

## Un jeu humoristique compatible avec d'autres univers
Le jeu, bien que jouable indépendamment, se veut plus comme un complément aux autres jeux de rôle : les joueurs passent une porte dimensionnelle et se retrouvent coincés sur le monde de Murphy ; il ne leur reste plus qu'à trouver une porte qui les ramènera dans leur monde d'origine et vivre pendant ce temps quelques aventures dans ce monde loufoque. C'est un jeu de rôle basé sur l'humour, et qui utilise en particulier l'imagination des joueurs. Ces derniers peuvent créer leur personnage comme ils le souhaitent, du moment que le meneur de jeu est d'accord. On peut ainsi faire un lapin transgénique avec des pois vert fluo sur une bicyclette... Les joueurs choisissent eux-mêmes les compétences de leur personnage, ce qui accroît l'humour durant la partie.